# Esse Rio Que Eu Amo
Esse Rio Que Eu Amo é um longa-metragem brasileiro, exibido em 1960, dirigido por Carlos Hugo Christensen e com roteiro de Millôr Fernandes.
Dividido em quatro contos: Balbino, o homem do mar e O milhar seco de Orígenes Lessa, A Morte da Porta-Estandarte de Aníbal Machado e Noite de almirante, de Machado de Assis. As histórias melodramáticas, tem como pano de fundo o carnaval carioca.

## Elenco
Episódio 1 (Balbino, o homem do mar) 
- Jardel Filho ....Balbino
- Odete Lara ....Anália
- Ciro Monteiro
- Diana Morel ....babá Aparecida
- Nilton Castro
- Renée Brown
- Adhemar Costa
- Roberto Carlos

Episódio 2 (O milhar seco)
- Francisco Dantas
- Jurema Magalhães
- Grijó Sobrinho
- Rosângela Maldonado
- Waldir Maia
- José Policena
- Wilson Grey
- Medeiros Lima
- Normando
- Haroldo Almeida

Episódio 3 (A Morte da Porta-Estandarte)
- Ester Mellinger
- Pedro Lexington
- Maria da Graça
- Osvaldo Louzada
- Almir Saint Clair
- Lana Bittencourt
- GRES Acadêmicos do Salgueiro

Episódio 4 (Noite de almirante)
- Tônia Carrero
- Agildo Ribeiro
- Monah Delacy
- Daniel Filho
- Ivy Fernandes
- Maurício Loyola
- Julieta Santos
- José Damasceno
- Mara Silva
- Hugo Carvana
- Magalhães Graça
- Milton Rodrigues

Restante do elenco (por ordem alfabética)
- Albertinho Fortuna
- Jamelão
- Luely Figueiró
- Maysa Matarazzo
- Nelly Martins
- Risadinha
- Ted Moredo

## Prêmios
- Melhor Atriz Secundária (Ester Melinger), Prêmio "Governador do Estado de São Paulo", SP, 1962.